# Carabayllo

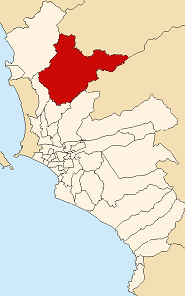
Localisation du district de Carabayllo

Le district péruvien de Carabayllo est l'un des 43 districts de la province de Lima. Il est situé au nord de la ville, délimité au nord et au nord-est par le quartier de Santa Rosa. Il borde le district de Comas au sud, à l'est le district de San Juan de Lurigancho et à l'ouest par le district de Puente Piedra et le quartier d'Ancon. Carabayllo fait partie du groupe des districts de la région connue sous le nom du Nord de Lima. Il est traversé par la rivière Chillón ce qui en fait une vallée très fertile.

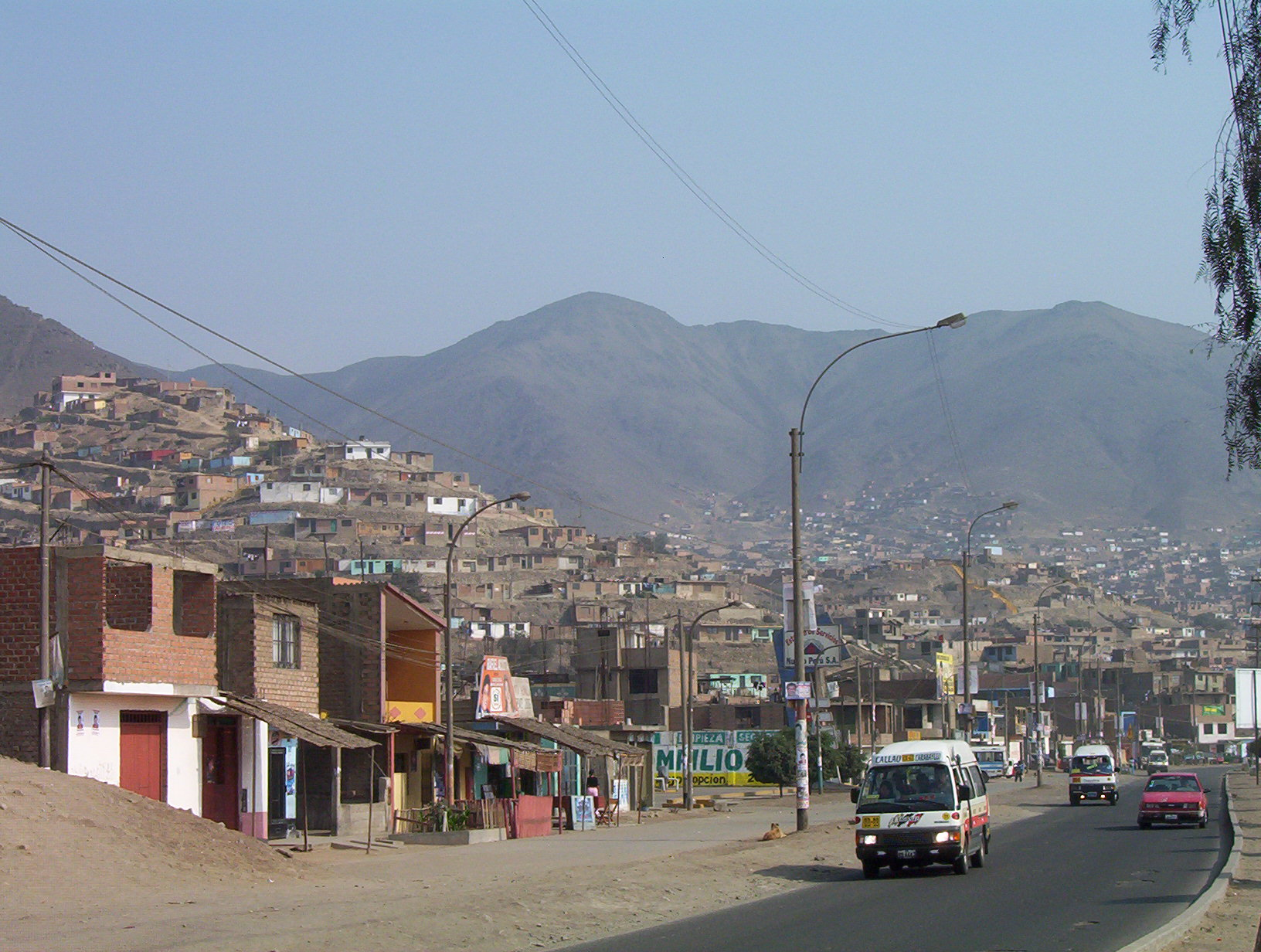
Carabayllo, avenue Tupac Amaru

Créé à l'époque de l'indépendance, il fut le premier quartier fondé par Don José de San Martín en 1821.
Carabayllo est une zone d'expansion récente de la ville. Ce quartier est relié au reste de l'agglomération par l'avenue Tupac Amaru et l'avenue Universitaria. Il a une altitude comprise entre 238 et 500 mètres d'altitude.
Son plus ancien centre actif est le village de San Pedro de Carabayllo, qui est un quartier avec une vaste zone rurale (environ 65 % des terres arables). La zone urbaine est divisée en quartiers comme Santa Isabel, Tungasuca Lucyana, Enac, Apavic, Santo Domingo, Raul Porras Barrenechea, La Flor, El Vallecito, Villa Esperanza, El Progreso, etc. et des bidonvilles comme Las Malvinas.